# فايس
فايس هي أبرشية من أبرشيات بلدية سانتا ماريا دا فييرا في البرتغال، يبلغ عدد سكانها 7991 نسمة وذلك حسب إحصائيات عام 2011، تبلغ مساحتها 6.38 كيلومتر مربع. وتم تصنيفها كمدينة في عام 2001.

## أعلام
- جابي